# Anne-Sophie Romagny
Anne-Sophie Romagny, née le 31 décembre 1977, est une femme politique française.
Elle est élue maire de Bazancourt, dans la Marne, en 2020,.
Elle est élue sénatrice de la Marne le 24 septembre 2023,.